# Расстройства приёма пищи
Расстро́йства приёма пи́щи (или расстро́йства пищево́го поведе́ния, РПП) — класс обусловленных генетическими, метаболическими и психологическими нарушениями поведенческих синдромов, связанных с нарушениями в приёме пищи. В числе прочих, к расстройствам приёма пищи относят нервную анорексию, нервную булимию, психогенное переедание, а также ряд других расстройств. Нарушения пищевого поведения относятся к психическим расстройствам.

## Описание
Под расстройствами приёма пищи понимают психологически обусловленные расстройства поведения, связанного с приёмом пищи. Это целая группа синдромов в МКБ-10 с сильно различающимся содержанием: от нервной анорексии, часто приводящей к смерти, до способного самопроизвольно прекратиться переедания.
К этой группе относится, в частности, переедание, приводящее к появлению лишнего веса и являющееся реакцией на дистресс. Такая «реактивная тучность» может следовать за утратой близких, несчастными случаями, хирургическими операциями и эмоциональным дистрессом, особенно у лиц, предрасположенных к полноте.
Лишний вес как причина, но не следствие психологических нарушений не относится к расстройствам приёма пищи, хотя он может обусловливать чувствительность индивидуума относительно его внешнего вида и способствовать потере уверенности в межличностных связях, а субъективная оценка размера тела может быть преувеличенной. Лишний вес как причина психологических нарушений относится к таким группам МКБ-10, как F38 («Другие расстройства настроения»), F41.2 («Смешанное тревожное и депрессивное расстройство») или F48.9 («Невротическое расстройство неуточнённое») в сочетании с одним из кодов группы E66 («Ожирение») для указания типа ожирения.
Лишний вес как проявление побочного эффекта долгосрочной терапии нейролептиками (см. Метаболический синдром и антипсихотики), антидепрессантами или другими препаратами также не относится к этой группе. Он классифицируется как E66.1 («Ожирение, вызванное приёмом лекарственных средств») в сочетании с одним из диагнозов класса XX МКБ-10 (обозначающих внешние причины) для указания препарата.
Лишний вес может стать мотивацией к соблюдению диеты, что, в свою очередь, приводит к лёгким аффективным симптомам (тревога, беспокойство, слабость и раздражительность) или, реже, к тяжёлым депрессивным симптомам («депрессия диеты»), для этих симптомов используется соответствующий код из F30—F39 (расстройства настроения) или F40—F49 (невротические, связанные со стрессом и соматоформные расстройства) в сочетании с F50.8 (другие расстройства приёма пищи) для указания диеты и E66 (ожирение) для указания на тип ожирения.

## Классификация РПП

### МКБ-10
В МКБ-10 выделяется несколько видов расстройств приёма пищи:
- нервная анорексия (F50.0);
- атипичная нервная анорексия (F50.1);
- нервная булимия (F50.2);
- атипичная нервная булимия (F50.3);
- психогенное переедание;
- психогенная рвота;
- поедание несъедобного неорганического происхождения у взрослых (F50.8);
- поедание несъедобного (извращённый аппетит) у взрослых (F50.8);
- психогенная утрата аппетита (F50.8);
- неуточнённые расстройства приёма пищи (F50.9).

#### Нервная анорексия
Нервная анорексия (F50.0) представляет собой расстройство, характеризующееся преднамеренным снижением веса, вызываемым и/или поддерживаемым самим пациентом. Кроме того, выделяют атипичную нервную анорексию (F50.1), когда отсутствуют один или более из ключевых признаков нервной анорексии, такие как аменорея или значительная потеря веса, но в остальном клиническая картина является достаточно типичной.

#### Нервная булимия
Нервная булимия (F50.2) представляет собой расстройство, характеризующееся повторяющимися приступами переедания и чрезмерной озабоченностью контролированием веса тела, что приводит больного к принятию крайних мер для смягчения «полнящего» влияния съеденной пищи. Этот термин ограничивается той формой расстройства, которая связана с нервной анорексией, фактически разделяя с ней общие психопатологические признаки. Выделяют также атипичную нервную булимию (F50.3), когда отсутствуют один или более признаков из числа ключевых для нервной булимии, но в остальном клиническая картина достаточно типична. Чаще всего это относится к людям с нормальным или даже избыточным весом, но с типичными периодами переедания, сопровождающимися рвотой или приёмом слабительных средств.

#### Психогенное переедание
Переедание (F50.4), приводящее к появлению лишнего веса и являющееся реакцией на дистресс. Может следовать за утратой близких, несчастными случаями, хирургическими операциями и эмоциональным дистрессом, особенно у лиц, предрасположенных к полноте.

#### Психогенная рвота
Помимо вызываемой у себя рвоты при нервной булимии, повторяющаяся рвота может иметь место при диссоциативных расстройствах (F44), ипохондрическом расстройстве (F45.2), где она может быть одним из соматических симптомов, и при беременности, когда в происхождении тошноты и рвоты могут принимать участие эмоциональные факторы.

### Другие классификации
Расстройства приёма пищи не ограничиваются выделенными в МКБ-10 видами. Существует ряд других видов, о которых в науке пока не сложилось единого мнения, но которые тем не менее имеют собственные названия и обсуждаются в научной литературе:
- Аллотриофагия — поедание несъедобных веществ. Больные часто проглатывают крайне опасные и острые предметы: стёкла, гвозди и т. п. В более мягкой форме расстройство наблюдается у беременных женщин как последствие эндоинтоксикации.
- Диабулимия — расстройство пищевого поведения, при котором люди с диабетом первого типа сознательно вводят себе меньшую дозу инсулина, чем им необходимо, или вообще прекращают принимать инсулин с целью снижения веса.
- Дранкорексия — это расстройство пищевого поведения, характеризующееся переходом человека на так называемую «алкогольную диету», когда приём пищи заменяется приёмом алкоголя с целью преднамеренного снижения веса или контроля над ним.
- Нервная орторексия — это навязчивое желание правильно питаться, есть только здоровую пищу.
- Обсессивно-компульсивное переедание — переедание, связанное с обсессивно-компульсивным расстройством и являющееся компульсивным ритуалом в его рамках.
- Расстройство избирательного питания — это отказ от приёма в пищу конкретных продуктов, перерастающий в использование только ограниченного списка продуктов и нежелание пробовать новые виды пищи. Принципы выбора продуктов могут быть любыми: от их цвета до видовой принадлежности.
- Прегорексия — расстройство пищевого поведения у беременных. Слабо изученное явление. Информации по нему мало, и она не систематизирована. Для прегорексии характерны: намеренный отказ от приёма пищи с целью сохранения стройности фигуры, неадекватное поведение беременных женщин, стремление скрывать живот и не поправляться, увлечение изнуряющими упражнениями. Важно вовремя распознать прегорексию, так как она может нанести непоправимый вред ребёнку[4].
- Синдром ночной еды — тяга к еде в вечернее и ночное время суток.

## Гипотезы возникновения

### Физиологические
Существуют гипотезы, объясняющие появление расстройств приёма пищи физиологическими причинами, в том числе проблемами метаболизма. Физиологические гипотезы предполагают, что первичные гипоталамические и/или супрагипоталамические нарушения приводят к гормональному дисбалансу на уровне нейромедиаторов. Так, например, многие исследователи связывают возникновение нервной анорексии и нервной булимии с нарушением захвата серотонина, а также с отклонением в функционировании периферийных механизмов насыщения. Подобные причины можно предположить и для расстройств приёма пищи. Проблема этой гипотезы в том, что далеко не у всех людей, страдающих нарушением метаболизма, развиваются расстройства приёма пищи. Именно на этом основаны представления о ведущей роли психологической составляющей в данных расстройствах.

### Эмоциональные
Есть гипотезы, трактующие расстройства приёма пищи как варианты аффективных расстройств, однако, хотя эмоциональный компонент часто сопровождает расстройства питания, в чистом виде эти гипотезы также представляются сомнительными, так как многие аффективные расстройства проходят без нарушения в сфере питания.

### Социальные
Одной из гипотез распространения расстройств приёма пищи является огромное влияние общества на нормы и ценности индивида. Последние десятилетия человеческое общество предпочитает худобу. В сознании людей прочно закреплён стереотип о том, что быть худым — значит быть успешным, здоровым, привлекательным, дисциплинированным и прочее. Полнота ассоциируется с непривлекательностью, ленью, некомпетентностью. Существует мнение, что увеличение количества пищевых расстройств за последние 40-50 лет связано со всё большим распространением в обществе идеала худобы. Это мнение основывается на излишней обеспокоенности пациентов с нервной булимией и нервной анорексией своим весом и телом.
Из «социальной» гипотезы вытекает предположение, что именно из-за принятых в обществе ролей и стереотипов расстройствами приёма пищи страдают в основном женщины, тогда как мужчины склонны к трудоголизму. Приоритеты в обществе таковы, что женщина должна быть привлекательна внешне для успешного взаимодействия с мужским полом, тогда как мужчина должен быть прежде всего реализован социально, в обществе и на работе. Оба этих заболевания можно расценивать как гиперболизацию принятых в социуме ценностей.

### Личностные
Исследованию личностных особенностей людей, страдающих нарушением пищевого поведения, а также специфике их жизненной ситуации посвящено множество работ, основные результаты этих исследований приведены ниже. Однако необходимо принимать во внимание скудность печатных работ, посвящённых особенностям заболевания среди мужчин. Расстройства пищевого поведения существенно чаще встречаются у женщин (в сопоставлении с мужчинами как 6:1 — 10:1), что объясняется некоторыми исследователями как результат большей частоты раннего использования диет. Таким образом, изучению мужской выборки, подверженной заболеваниям, связанным с нарушением пищевого поведения, посвящено столь мало работ, что не представляется возможным составить картину особенности возникновения и протекания заболевания, и последующий обзор справедлив для женской части больных.
Многие исследователи подчёркивают особенности детской и семейной ситуации лиц, страдающих нарушением пищевого поведения. Женщины, страдающие булимией и анорексией, как правило, описывают отношения с обоими родителями негативно. Было обнаружено, что пациентки с расстройствами приёма пищи в большинстве случаев описывают низкий уровень родительской заботы. Отцы, как правило, описываются как эмоционально сдержанные и отвергающие. Матери описываются как доминирующие, сверхопекающие и склонные к перфекционизму. Было также обнаружено, что в детстве пациентки получали от родителей двойные послания о своём отношении к дочери: их одновременно поддерживали и подрывали их уверенность в себе. В результате такого взаимодействия у девочек появлялось чувство «раздвоения», несоответствия ожиданиям родителей. Кроме того, в исследованиях было показано, что женщины, страдающие расстройствами приёма пищи, реагировали на предполагаемое отделение от близких очень бурно, даже неадекватно, по сравнению с людьми, не страдающими нарушением пищевого поведения.
В целом, картина обычно состоит из сверхконтролирующей, перфекционной матери, не поддерживающей попытки ребёнка к отделению; эмоционально отвергающего отца, и дочери, которая чувствует себя отвергаемой, контролируемой и неадекватной.
Исследования показывают, что одной из ведущих проблем отношений с родителями у пациенток с расстройствами приёма пищи является проблема отделения от семьи и становления независимости. Они описывают своих родителей как не поддерживающих попытки дочерей быть независимыми. Страдающие анорексией — склонны к зависимости от родителей. Стремление стать как можно более худой расценивается как попытка вернуться в детское, инфантильное состояние. Как правило, нервная анорексия является этапом булимической симптоматики, и оба заболевания как бы препятствуют становлению зрелой взрослой личности, возникая в свою очередь на почве опять же недостаточной личностной зрелости и независимости.
Вспоминая своё детство, пациенты с анорексией говорят о себе как об очень послушных, образцовых детях, старавшихся делать то, чего от них ожидали окружающие. Жизнь пациентки, страдающей анорексией, пронизана стремлением сделать всё так, чтобы окружающие это одобрили. Всегда присутствует тревога о том, что если что-то сделать не так, как этого ожидают другие, то шансы быть любимой и уважаемой очень малы. Многие взрослые испытывают подобные тревоги, но для пациентов с анорексией эти переживания определяют всю их жизнь. Нервная анорексия, таким образом, интерпретируется как способ оставаться зависимым ребёнком, лишая своё тело возможности приобретать взрослые очертания, а тем самым и ответственности, которая неизбежно приходит по мере взросления.
Родители больных анорексией часто описываются как крайне требовательные — с одной стороны, стремящиеся иметь идеального ребёнка, с другой, не оказывающие ему достаточной поддержки и не выражающие любви и привязанности. Ребёнок не чувствует любви к себе как к личности. Он видит, что за какие-то достижения его хвалят и поощряют, однако никакая успешность не приводит к формированию стабильной самооценки и контакта с родителями. Анорексия позволяет привлечь к себе внимание, доказать себе свою силу и способность контролировать свою жизнь. Таким образом, женщины, у которых в детстве имели место конфликты, касающиеся взросления, сепарации, сексуальности, самооценки и трудностей в регуляции психического напряжения, возможно, более предрасположены к развитию пищевых нарушений.
Для пациентов, страдающих булимией, также крайне актуальной является тема зависимости от положительной оценки окружающих. Для стабилизации собственной самооценки страдающим булимией необходимо быть уверенными в одобрении окружающих. Они стараются вести себя так, чтобы соответствовать ожиданиям людей вокруг них, собственные желания подавляются, отходят на второе место, первое же прочно занимает желание сделать счастливыми окружающих. Они думают, что для того, чтобы быть любимыми, им надо быть совершенными. Один из аспектов совершенства — это худоба. Им трудно принимать себя не такими, как ожидается, и это затрудняет их адекватное самовосприятие и взаимоотношения. Так как пациенты с булимией хотят нравиться окружающим, они предпочитают скрывать свои эмоции; выразить злость означает обидеть кого-нибудь, не понравиться ему. Поэтому они делают много того, чего не хотели бы делать, отсюда низкий уровень самовыражения. Такое поведение, вероятно, уходит корнями в раннее детство.
Таким образом, ещё одной характерной чертой больных, страдающих нарушением пищевого поведения, является стремление к перфекционизму. Недостаточно тёплые отношения с родителями и проблемы с отделением от них приводят к неустойчивости самооценки и трудностям при формировании зрелой, взрослой личности. Отсюда склонность к перфекционизму, зависимость от одобрения окружающих. Часто пациентки с расстройствами приёма пищи описывают себя как неудачниц, делающих все «недостаточно хорошо». Даже много работая или учась, они никогда не бывают довольны собой в достаточной для удовлетворения сделанным степени, уверены в собственной ценности и значимости. Желание быть совершенными идёт из недостаточного сформированного и независимого образа себя. Невозможность быть лучшей во всех сферах жизни вызывает у пациенток с расстройствами приёма пищи страх и тревогу, и единственная арена, на которой возможны реальные изменения, — это тело. Контролируя свой вес, пациентка с расстройством приёма пищи поддерживает своё ощущение контроля над собственной жизнью, успешности.
У больных булимией желание совершенства принимает иное направление, когда дело касается еды — если я не могу быть хороша в сфере поддержания диеты, то пусть я буду отвратительна. Именно в силу перфекционизма больных с нарушением пищевого поведения способ коррекции веса через диету так мало эффективен в большинстве случаев: как правило, долго продержаться на диете не удаётся и сбой в режиме принятия пищи приводит к усилению чувства вины и дискомфорта, которые устраняются только с помощью еды, отчего круг «еда — вина — еда» замыкается.
Еда снимает стресс — на время. Чем дольше длится переедание (или уже булимия), тем короче становятся периоды спокойствия после еды. Таким образом, еда становится регулятором настроения больного.
В исследовании было показано, что у многих пациенток, страдающих нарушением пищевого поведения, в течение жизни происходили тяжёлые потери, травмы, в отношении которых у 64 % женщин сохранялась неразрешённость ситуации.
В психоаналитической концепции расстройства приёма пищи рассматриваются как оральный регресс, процесс принятия пищи интерпретируется как возвращение к состоянию спокойствия и тепла возле матери. Большинство пациенток описывают процесс еды как «ощущение первичной гармонии», состояние спокойствия, блаженства — сродни состоянию младенца после насыщения молоком кормящей его матери. Таким образом, принятие пищи интерпретируется как своеобразное возвращение к сосанию материнской груди. Еда рассматривается как оральный способ компенсации. По наблюдениям клиницистов, большинство пациенток с нарушением пищевого поведения либо были рано отняты от груди, либо имели другие проблемы грудного вскармливания.
Оральная фиксация, с точки зрения психоанализа, имеет отношение к формированию различных личностных структур, в особенности гипоманиакальной и истерической. Изучение этой сферы нарушения пищевого поведения необходимо для выявления предрасположенности к расстройствам аппетита.
Когнитивная парадигма также признаёт роль детской ситуации в развитии нарушения пищевого поведения, однако фокус исследований в данном контексте направлен на установление специфики когнитивного уровня больных расстройствами приёма пищи. Когнитивные нарушения признаны одним из главных аспектов нарушения пищевого поведения. Нервная анорексия описывалась как «неустанное желание худобы», а нервная булимия — как «постоянный страх полноты». Когнитивные нарушения, касающиеся формы и веса тела, являются патогномоничными для нарушения пищевого поведения. По-видимому, это неполное объяснение, так как в некоторых культурах полнота, наоборот, не страшит, а считается признаком благополучия, достатка, плодородия и здоровья. Примером служит скульптура «Венера Виллендорфская», датированная 22 000 до н. э. (возможно, самая ранняя известная иллюстрация ожирения).

## Терапия
Расстройство приёма пищи представляет собой комплексную проблему, сочетающую как чисто психологический, так и чисто физиологический факторы.
Физиологический фактор — это проблемы, связанные с неправильным питанием: нарушение обмена веществ, повышенная нагрузка на организм, истощение и др.
Психологический фактор — это, с одной стороны, тяжёлые эмоциональные переживания больного, а с другой — проблемы с социализацией и контролем поведения.
Поэтому психогенное переедание зачастую требует одновременной работы с обоими факторами путём обращения как к психологу/психиатру, так и к диетологу/врачу. В частности, при лечении расстройств приёма пищи эффективны когнитивная психотерапия и психоанализ. Известно, что когнитивно-поведенческая психотерапия при расстройствах приёма пищи более эффективна, чем медикаменты или другие методы психотерапии. В основе когнитивной психотерапии при расстройствах приёма пищи лежит изменение дисфункциональных убеждений пациента о еде, массе тела и себе самом, особенно в отношении образа тела и собственной значимости.